# Der kleine Herr Friedemann
Der kleine Herr Friedemann ist eine kurze Novelle von Thomas Mann. Erstmals publiziert wurde sie im Mai 1897 als Zeitschriftenbeitrag zur Neuen deutschen Rundschau. In Buchform erschien sie ein Jahr später in der gleichnamigen Novellensammlung von 1898 in der Collection Fischer.

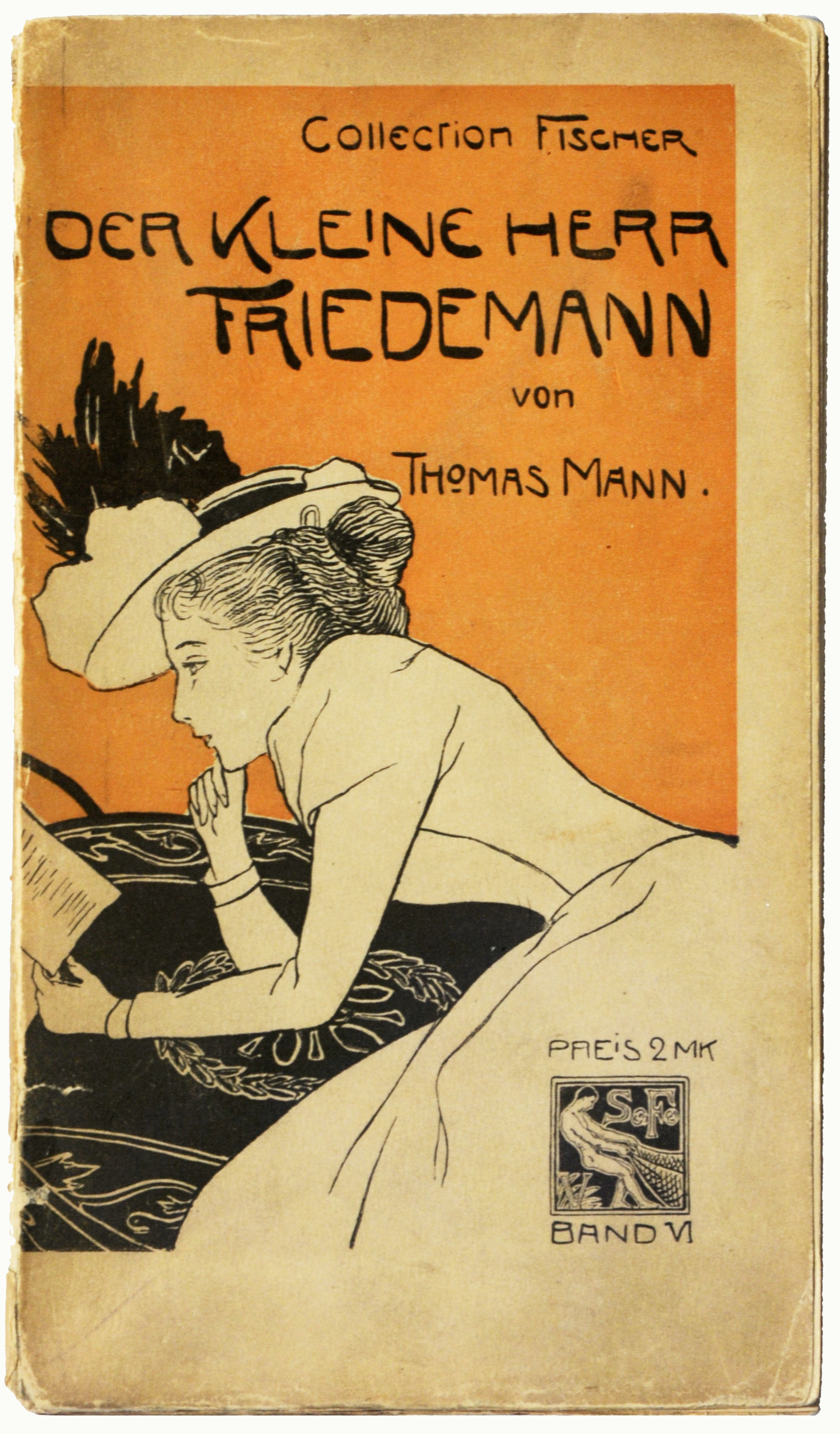
Erstausgabe (1898)

## Inhalt
Die Novelle erzählt in fünfzehn knappen Kapiteln die Lebensgeschichte von Johannes Friedemann, der als Kleinkind vom Wickeltisch fiel und seitdem an einer körperlichen Missbildung leidet. „Er war nicht schön […] mit seiner spitzen und hohen Brust, seinem weit ausladenden Rücken und seinen viel zu langen, mageren Armen“ und „bot einen höchst seltsamen Anblick. Seine Hände und Füße aber waren zartgeformt und schmal, und er hatte große rehbraune Augen, einen weichgeschnittenen Mund und feines lichtbraunes Haar. Obgleich sein Gesicht so jämmerlich zwischen den Schultern saß, war es doch beinahe schön zu nennen.“
Seine Familie gehört zwar zu den ersten Kreisen der mittelgroßen Handelsstadt, ist aber seit dem frühen und plötzlichen Tod des Vaters, eines niederländischen Konsuls, nicht mehr vermögend. Seine Mutter behütet den kleinen Johannes mit „wehmütiger Freundlichkeit“, und auch seine drei älteren Schwestern, die, ebenfalls „ziemlich häßlich“, unverheiratete Jungfern bleiben, kümmern sich liebevoll um ihren Bruder.
Als er sich mit sechzehn Jahren in die hübsche Schwester eines Schulfreunds verliebt und beobachten muss, wie diese einen anderen küsst, würgt er seinen Schmerz hinunter und beschließt, sich „niemals wieder um all dies zu bekümmern. […] Er verzichtete, verzichtete auf immer. Er ging nach Hause und nahm ein Buch zur Hand oder spielte Violine, was er trotz seiner verwachsenen Brust erlernt hatte“.
Nach dem Tod seiner Mutter, dem zweiten großen Leid in seinem Leben, wird er vollends zum „Epikureer“. Dankbar für die wenigen Freuden, die ihm zugänglich sind, weiß er auch die unerfüllten Wünsche und Sehnsüchte zu genießen, denn er sagt sich, dass mit deren „Erfüllung das Beste vorbei sein“ werde. Da er erkennt, „daß zur Genußfähigkeit Bildung gehört, ja daß Bildung immer Genußfähigkeit ist“, widmet er sich neben seinem Beruf verstärkt der Musik und Literatur und entwickelt eine große Leidenschaft für das Theater. So erreicht er sein dreißigstes Jahr und erwartet den Rest seines Lebens „mit Seelenfrieden“.
Doch dann wechselt die Bezirkskommandantur der Stadt und aus Berlin kommen der „ganz außerordentlich vermögende“ Oberstleutnant von Rinnlingen und seine Frau Gerda, eine rothaarige junge Dame, erst 24 Jahre alt und von herber Schönheit, die raucht und reitet und von ihrer neuen Umgebung als zu liberal und burschikos, ja als eiskalt empfunden wird. Johannes Friedemann jedoch ist schon bei ihrem ersten Anblick wie betäubt und empfindet sofort eine starke Zuneigung zu ihr. Glücklich registriert er bei seinem Anstandsbesuch, dass Gerda von Rinnlingen nicht nur den Wunsch äußert, mit ihm zusammen zu musizieren, sondern auch eine geheime Wesensverwandtschaft andeutet, indem sie auf ihre eigene Kränklichkeit hinweist.
Bei einem großen abendlichen Empfang im Hause von Rinnlingen, zu dem auch Friedemann geladen ist, fordert Gerda ihn auf, sie in den parkähnlichen Garten der prächtigen Villa zu begleiten. Auf einer Bank am Ufer des angrenzenden Flusses spricht sie ihn direkt auf sein körperliches Gebrechen an und entlockt ihm das Geständnis, dass sein ganzes bisheriges Leben nur scheinbar glücklich und in Wahrheit „Lüge und Einbildung war“. Sie lobt seine „Tapferkeit“ und bestätigt erneut ihre Seelenverwandtschaft, indem sie betont, auch sie „verstehe sich ein wenig auf das Unglück“. Da sinkt Johannes vor Gerda auf die Knie und offenbart ihr ungestüm sein Liebesbedürfnis, das er auf Grund seiner Kränkungen und Verletzungen in der Jugend lange zu verdrängen versuchte. Sie wehrt ihn nicht ab, beugt sich aber auch nicht zu ihm nieder, sondern blickt starr über ihn hinweg ins Weite. Dann jedoch stößt sie ihn plötzlich mit einem verächtlichen Lachen von sich und lässt ihn allein.
Johannes Friedemann fühlt sich behandelt wie ein Hund – und vernichtet. Er eilt die wenigen Schritte zum Flussufer und stürzt zu Boden: „Auf dem Bauch schob er sich noch weiter vorwärts, erhob den Oberkörper und ließ ihn ins Wasser fallen. Er hob den Kopf nicht wieder; nicht einmal die Beine, die am Ufer lagen, bewegte er mehr.“ Die unbekümmerte Natur in der mondhellen Nacht nimmt keinen Anteil an der Tragödie. Nur kurz unterbrechen die Grillen ihr Zirpen, dann setzen sie wieder ein und der Park rauscht leise wie zuvor. Aus der Ferne klingt gedämpftes Lachen.

## Selbstkommentar Thomas Manns
„Die Hauptgestalt ist ein von der Natur stiefmütterlich behandelter Mensch, der sich auf eine klug-sanfte, friedlich-philosophische Art mit seinem Schicksal abzufinden weiß und sein Leben ganz auf Ruhe, Kontemplation und Frieden abgestimmt hat. Die Erscheinung einer merkwürdig schönen und dabei kalten und grausamen Frau bedeutet den Einbruch der Leidenschaft in dieses behütete Leben, die den ganzen Bau umstürzt und den stillen Helden selbst vernichtet.“

## Thomas Manns Motiv der „Heimsuchung“
Thomas Mann hat diesen Einbruch der Leidenschaft in ein behütetes Leben „Heimsuchung“ genannt. Sie wird in Der Tod in Venedig wieder gestaltet. In den Josephsbänden ist es Potiphars Weib, das von einer zerstörerischen Liebe zu Joseph (Joseph in Ägypten) heimgesucht wird. Spielerisch einmontiert ist das Motiv der Heimsuchung in Doktor Faustus. Es findet sich dort in der Binnenerzählung der Frau Schweigestill (Kapitel XXIII) über ein junges Mädchen aus der gesellschaftlichen Oberschicht, das sich in einen schmucken Chauffeur verliebt hatte und von ihm geschwängert wurde – vor dem Ersten Weltkrieg ein Verhängnis, das letztendlich zum Verlöschen dieses jungen Lebens führte.

## Verfilmung
Die Novelle wurde 1990 von Peter Vogel für das Fernsehen verfilmt, mit Ulrich Mühe in der Hauptrolle.